# John Tenta
John Anthony Tenta (Surrey (Brits-Columbia), 22 juni 1963 – Sanford (Florida), 7 juni 2006), beter bekend als Earthquake, was een Canadees professioneel worstelaar die bekend was van zijn tijd bij de World Wrestling Federation (WWF). Tenta overleed op 42-jarige leeftijd aan de gevolgen van blaaskanker.

## In het worstelen
- Finishers
  - Earthquake Splash (WWF) / Avalanche Splash (WCW)

- Signature moves
  - Bear hug
  - Big splash
  - Elbow drop
  - High impact cornered splash
  - Side belly to belly suplex
  - Standing dropkick
  - Walking scoop powerslam

- Managers
  - Jimmy Hart
  - The Jackyl
  - Slick

## Prestaties
- All Star Wrestling
  - UWA Heavyweight Championship (2 keer)

- NWA All-Star Wrestling
  - NWA Canadian Heavyweight Championship (1 keer)

- Pro Wrestling Illustrated
  - PWI Most Hated Wrestler of the Year (1990)

- Super World of Sports
  - SWS Tag Team Championship (1 keer met Typhoon)

- World Wrestling Federation
  - WWF Tag Team Championship (1 keer met Typhoon)